# Compositie XXII
Compositie XXII is een schilderij van de De Stijl-voorman Theo van Doesburg in het Van Abbemuseum.

## Titel
Het schilderij kreeg waarschijnlijk ver na Van Doesburgs dood zijn huidige titel. Op de door hem opgestelde 'lijst 1' staat het vermeld als 'Composition XXIII ... 1921 Weimar ... (geel vierkant) TH. RINSEMA' en in Van Doesburgs in 1925 uitgegeven boekje Grundbegriffe der neuen gestaltenden Kunst staat het afgebeeld als 'Komp. 21, 1921'.

## Ontstaan
Op 23 of 29 juni 1921 schreef Van Doesburg aan zijn vriend Evert Rinsema hoe hij tijdens een treinreis van Parijs naar Menton ter hoogte van Marseille door de opening van een tunnel de Côte d'Azur zag liggen. Het was alsof hij 'door een geslepen prisma' keek, wist hij zich te herinneren. 'Nog nooit heb ik zulk wonderlijk blauw, goudgeel, wit, grijs enz. gezien. [...] Ik heb er een menigte komposities door gevonden, en werk er in mijn hoofd voortdurend aan voort'. Vanwege de in deze brief beschreven kleuren, is het niet ondenkbaar dat deze ervaring de aanleiding vormde voor Compositie XXII.
Van Doesburg maakte het voor Evert Rinsema's broer, Thijs Rinsema, en moet het eind juli 1922 voltooid hebben, want op 19 juli schreef hij Evert: 'Ik ben heel tevreden over het schilderijtje voor Thijs. Het wordt al rijp. Prachtig staat het goud-gele vlak in de ruimte. Ik denk wel dat het jelui genot zal verschaffen. Ik werk er reeds een maand aan. Steeds wat. Hoop het a.s. week geheel klaar te hebben. Het rood is ook wonderlijk'.

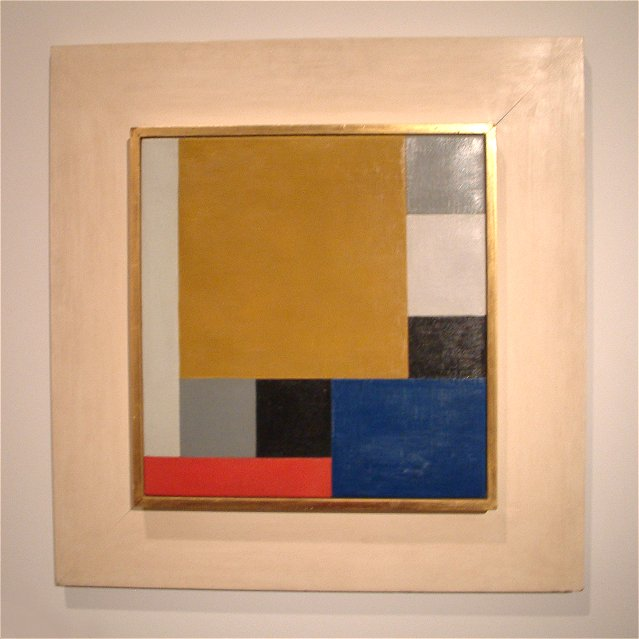
Compositie XXII met huidige lijst.

Eind augustus stuurde hij het op. Op 20 augustus schreef hij Evert: 'Het schilderijtje van Thijs bevalt me zoo goed (en iedereen hier [in Weimar], die er kijk op heeft) dat ik er moeilijk afstand van kan doen! Maar ik stuur het natuurlijk. Het komt in goed gezelschap!' Begin september kwam het aan in Drachten. Thijs hing het in zijn geheel volgens De Stijl-opvattingen ingerichte kamer bij hem thuis. Vol enthousiasme schreef hij Van Doesburg 13 september 1922: 'Je schilderij ontvangen. Niet beschadigd. Ik vind het prachtig. Wat 'n zuiver geel, zooals je eerder schreef, zal er 'n lijst om laten maken, en 't schilderij op m'n kamertje boven hangen. 't Kamertje heb ik in primaire kleur geschilderd, met geheel gele zoldering'.

## Herkomst
Het schilderij was vanaf 1922 eigendom van Thijs Rinsema. Wat er na zijn dood in 1947 mee gebeurd is, is niet duidelijk, maar in 1960 of eerder was het mogelijk in het bezit van kunsthandel E.J. van Wisselingh. Later bevond het zich in de collectie J.J.M. Schrijvens in Zeist, tot het in 1966 met steun van de Vereniging Rembrandt door het Van Abbemuseum in Eindhoven gekocht werd.